# 우쩌린
우쩌린(오택림, 吳澤霖, 1898년 ~ 1990년)은 중국의 사회학자, 인류학자, 민속학자이다. 1941년부터 1952년까지 국립 서남연합대학 사회학과 교수, 칭화 대학 사회학과 교수 및 동 대학 교무처장을 역임하였다.